# Der Kaiser
Der Kaiser est un groupe de heavy metal français, originaire de Paris, en Île-de-France. Der Kaiser est l'un des groupes de heavy metal ayant connu le succès dans la scène française dans les années 1980. Le groupe se sépare en 1986, puis se reconstitue en 2009.

## Biographie
Der Kaiser est formé en 1981 dans la banlieue nord de Paris. Thierry décide de former un groupe avec le batteur Philippe. Tous les deux tentent de recruter un ou plusieurs guitaristes, et passent une petite annonce dans le magazine rock local Rock ’N Folk. Après des auditions, ils recrutent Béno et P’tit Tchong. Avant été 1983, Der Kaiser effectue quelques petits concerts locaux, puis enregistrent une démo de huit chansons, bien accueillie dans la cinquième édition du magazine de heavy metal Metal Attack. En avril 1983, Der Kaiser (The Emperor) envoie la démo au label français Madrigal, et signent pour un premier album studio. 
Leur premier album studio, Vautours, est enregistré au Garage-Studio à Paris en février 1984. L'album, publié en octobre la même année, est positivement accueilli par la presse spécialisée,, à quelques exceptions près, et se vend à plus de 20 000 exemplaires. Der Kaiser effectue plusieurs concerts promotionnels, mais certaines divergences entre le groupe et le chanteur Pascal mènent au départ de ce dernier. Après quelques auditions, le groupe recrute le chanteur Claude Thill. En 1985, Madrigal publie un best-of, intitulé Saga des fers auquel le groupe participe. La même année, entre septembre et octobre, le groupe revient en studio pour enregistrer un deuxième album, qui sera intitulé La Griffe de l'empire, publié en novembre 1985,. À la fin de 1986, Claude décide de quitter le groupe ; il est remplacé par Pierre Placines. Der Kaiser commence à travailler sur un troisième album studio, mais ils finissent pas se séparer avant même sa publication.
Le groupe reste silencieux pendant 23 ans, jusqu'à son retour officiel sur scène en janvier 2009 à la troisième édition du festival Paris Metal France. Les 29 et 30 juillet 2010, le groupe joue au Headbangers Open Air en Allemagne,. En 2013, un troisième album est annoncé pour 2014,. Aucune information supplémentaire ne filtrera depuis.

## Membres

### Membres actuels
- Thierry — basse (1981-1986, depuis 2009)
- Philippe — batterie (1981-1986, depuis 2009)
- Claude Thill — chant (1981-1986, depuis 2009)
- P'tit Tchong — guitare (1981-1986, depuis 2009)

### Anciens membres
- Paskal — chant (?-1984)
- Béno — guitare (1981-1986)
- Claude « KLOD » Thill — chant (1984-1986, 2009-2014)